# Stay-behind en France
Les réseaux Stay-behind français ont été des réseaux clandestins (et des unités militaires) de l'OTAN mis en place au début de la guerre froide. Assurés par des paramilitaires à l'origine, ils visaient à exfiltrer les hautes personnalités françaises dans le cas d'une invasion soviétique en France, par le biais de réseaux d'évacuation. Ils faisaient à l'origine partie du réseau Gladio, dont le siège était en Italie, puis ont été dissous en France et reformés par la Direction générale de la Sécurité extérieure en France, indépendamment de l'OTAN, sous la présidence de François Mitterrand et la direction générale de Pierre Marion.

## Un réseau clandestin de l'OTAN

### Un réseau mis en place par l'OTAN
Les réseaux Stay-behind sont actifs dans la quasi-totalité des pays d'Europe occidentale à la suite de la Seconde Guerre mondiale. Ils devaient être utilisés en dernier ressort en cas de potentielle invasion soviétique. Le réseau français est fondé dans les années 1950, et est coordonné par le Central Commitee Authority. Seules deux ou trois personnes, celles qui en ont la charge, sont au courant de l'existence de ce réseau dans le renseignement français.
Stay-behind fait aussi référence à une tactique militaire consistant à laisser des soldats spécialement entrainés se laisser dépasser par l'ennemi afin de conduire des opérations de renseignement, de surveillance, d'acquisition d'objectif et de reconnaissance, souvent à partir de caches pré-installées.
En France, l'état-major est composé à l'origine d'anciens résistants non communistes, certains réseaux ayant travaillé avec l'OSS et le SOE pendant l'occupation dépendaient alors de la CIA, du MI6 et du Service de documentation extérieure et de contre-espionnage (SDECE).
Le Centre d'entraînement des réserves parachutistes (CERP), installé dans le Loiret, dépend du Service Action (SA) du SDECE, organise des stages de formation et d'entraînement pour les membres du réseau stay-behind français chargé de surveiller les réseaux d'agents dormants soviétiques. Le colonel chargé du SA est le responsable du réseau au SDECE.

### Les conséquences de la guerre d'Algérie
Selon le documentaire d'Emmanuel Amara, 1950 - 1990 : le scandale des armées secrètes de l'Otan, dans lequel interviennent plusieurs personnes qui ont servi dans le groupe français ou qui ont été mises en cause, l'armée secrète française est impliquée, avec le soutien des services de renseignement américains, dans le putsch des généraux d'Alger et dans des tentatives de déstabilisation du général de Gaulle. La forte présence américaine en France et les tentatives de déstabilisation par les services américains, au travers des stay-behind, notamment de l'OAS, seraient à l'origine de la sortie de la France de l'OTAN.
Dans les années 1970, Alexandre de Marenches décide de mettre en place le plan Parsifal, en fait un autre plan stay-behind. Craignant que la pénétration de l'espionnage soviétique n'ait également touché ce réseau, Marenches et ses proches préfèrent utiliser des personnes n'ayant aucun lien avec les structures déjà en place.
À partir de 1972, le 13e régiment de dragons parachutistes, basé en Allemagne de l'Ouest, se voit attribue une mission de Stay-behind.

## Reprise en main de la DGSE

### Dissolution
Au début des années 1980, le directeur et fondateur de la Direction générale de la Sécurité extérieure, Pierre Marion, effectue un test à échelle réelle pour connaître l'efficacité du réseau. Il est exfiltré de France dans les 24 heures. Il décide alors de dissoudre le réseau stay behind actuel, clandestin et créé par la CIA dans les années 1950, pour le remplacer par un nouveau, géré par la DGSE.
Dans sa biographie au sujet de son temps passé à la tête de la DGSE, l'amiral Pierre Lacoste confirme la persistance du stay behind après le départ de Pierre Marion. Il écrit que sa branche italienne « fu[t] détourné[e] de [sa] vocation strictement militaire et se transform[a] en milice clandestine d'extrême droite ». Il ajoute « Nous n'en sommes jamais arrivés là chez nous, mais il est certain que nos personnels d'active et de réserve [au Service Action] n'étaient pas des gauchistes. Quoi qu'il en soit, à l'époque où j'ai dirigé la DGSE, il ne restait plus guère de nostalgiques de l'Algérie française ou de rescapés de l'OAS ».

### Lestay behindaujourd'hui
Le Président François Mitterrand apprend l'existence de ce réseau en novembre 1990. Selon Silberzahn, les précédents directeurs de la DGSE n'avaient pas informé le président, pensant que son prédécesseur lui en avait déjà parlé. Mitterrand décide l'arrêt de leur activité, tous les réseaux français sont placés sous le contrôle exclusif de la DGSE. Leur dernier patron est le général Jean Heinrich, alors chef du service action.
Selon le directeur de la DGSE de la fin du second septennat de François Mitterrand, Claude Silberzahn, le réseau Stay behind n'a jamais été « qu'une structure dormante et non armée, destinée à maintenir en place un réseau logistique - essentiellement de communication et d'exfiltration - en cas d'occupation du territoire par des forces ennemies ».